# Grip (ögrupp)

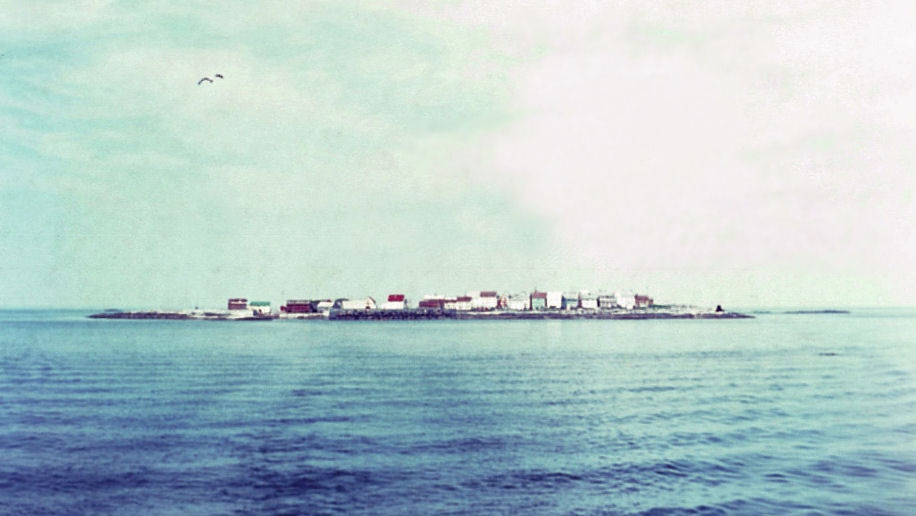
Gripholmen

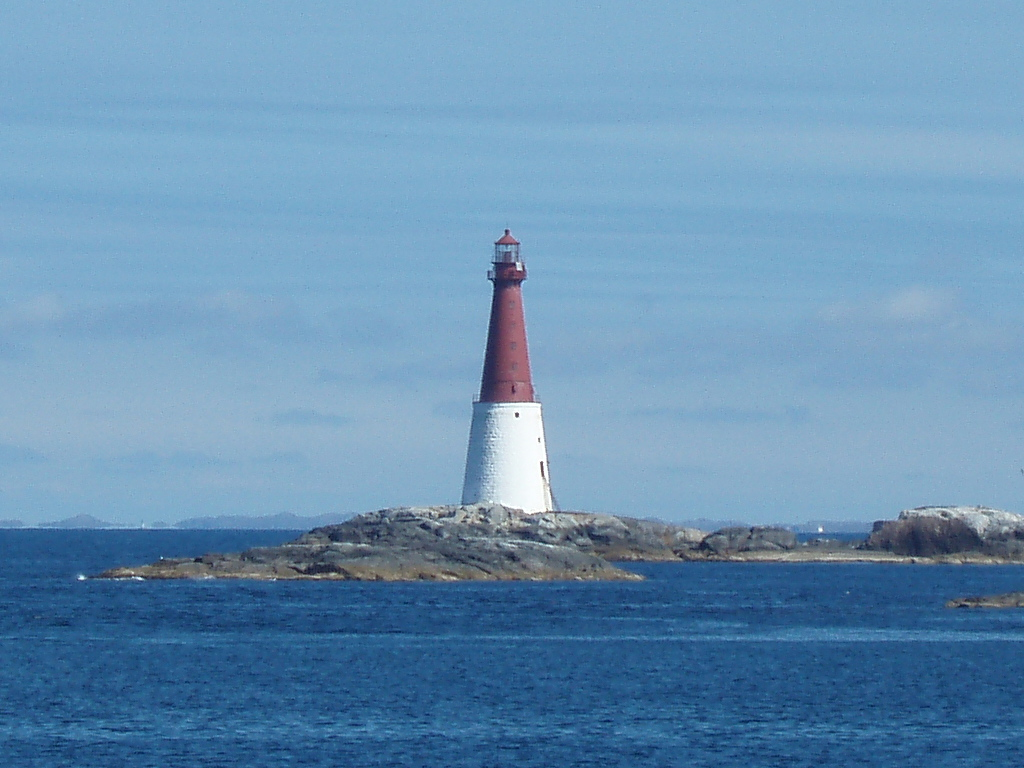
Grip fyr på Bratthårskollen med Hitra i bakgrunden.

Grip är en ögrupp i Atlantiska havet utanför Norge ungefär 12 km nordväst for staden Kristiansund och 20 km sydväst for Smøla. Huvudön Gripholmen är tillsammans med skäret med Grip fyr de enda bebyggda öarna i gruppen. Grip har tidigare varit Norges mista kommun men tillhör sedan 1964 Kristiansunds kommun.
För mer info om kommunen och ögruppen se: Gripholmen